# Віоріка Денчіле
Віоріка Денчіле (рум. Viorica Dăncilă; нар. 16 грудня 1963, Рошіорій-де-Веде) — румунський політик, прем'єр-міністр Румунії з 29 січня 2018 року до 4 листопада 2019 року.

## Біографія
У 1988 р. закінчила Інститут нафти і газу в Плоєшті. У 2006 р. отримала ступінь магістра в Національній школі політичних та адміністративних досліджень. Вона була вчителем в середній школі (м. Віделе), працювала інженером в румунській нафтовій компанії Petrom.
У 1996 р. Денчіле приєдналася до Соціал-демократичної партії (СДП). З 2004 по 2008 рр. — член міської ради Віделе, з 2008 по 2009 рр. входила до ради жудеця Телеорман.
З 2009 р. — депутат Європарламенту від Румунії, обіймала посаду заступника голови Комітету з питань сільського господарства та розвитку села.
У січні 2018 р., після відставки Міхая Тудосе, СДП та її коаліційний партнер Альянс лібералів і демократів висунули кандидатуру Денчіле на посаду прем'єр-міністра Румунії.
На виборах Президента Румунії у 1-у турі 10 листопада 2019 року зайняла 2-е місце.